# Свети Никола (Люботен)
Вижте пояснителната страница за други значения на Свети Никола.
„Свети Никола“ (на македонска литературна норма: „Свети Никола“) е средновековна православна църква в скопското село Люботен, Северна Македония. Част е от Скопската епархия на Македонската православна църква – Охридска архиепископия.
При реконструкцията църквата е намерен жертвеник с латински надпис, посветен на бога Либер. Жертвеникът се пази в лапидариума на Музея на Македония в Скопие.
Според надписа на каменната плоча, поставена над западната входна врата, църквата „Свети Никола“ е изградена в 1337 г. от ктиторката Даница. По-късно църквата е запусната, от което значително пострадва нейния живопис и горните ѝ дялове. В първата половина на XX век е направена основна реставрация със стремеж да се запази първоначалният изглед.
Църквата има форма на вписан кръст в правоъгълна основа. Над средната част високо се издига осмоъгълен купол, който се подпира на четири четвъртити стълба. Полукръглата петстранна апсида на източната страна, украсена със слепи ниши в горните партии, се влива в разчленената фасадна конструкция. Декорацията е обогатена от фасадните цигли, разположени във форма на кръстове и шахматни полета.
Вътрешността на църквата е покрита с фрески от времето на нейното създаване. Авторът на живописта е неизвестен. Стилистичните особености говорят за талантлив зограф, чийто рисунък се отличава от обичайната иконографска концепция. Той е освободен от груби анатомични неточности и се заберязва по-реалистичен подход, допълнен с богат колорит, в който доминира употребата на топлите тонове. Това се вижда в долната партия на северния зид, където освен светците в цял ръст, са предадени портрети на членовете на царското семейство – царица Елена, цар Душан и техния син Урош. От композициите по-характерна е сцената Сватба в Кана Галилейска.